# Diarsia rubifera
Diarsia rubifera (tên tiếng Anh: Red Dart) là một loài bướm đêm thuộc họ Noctuidae. Nó gần đây đã được ghi nhận từ Tennessee.
Sải cánh dài khoảng 29 mm. Con trưởng thành bay từ tháng 7 đến tháng 8.